# Сент-Леджер (скачки)
Сент-Леджер (англ. St Leger Stakes) — гладкие классические скачки первой категории в Великобритании, в которых могут участвовать трёхлетние чистокровные жеребцы и кобылы. Проводятся в Донкастере ежегодно в сентябре. Имеют дистанцию в 1 милю 6 стадий 115 ярдов (2921 м) .
Первые скачки в Донкастере прошли в 1776 году, что делает их старейшими из пяти классических британских скачек. Проходят последними в году и являются самыми длинными.
Сент-Леджер является заключительным этапом английской Тройной короны, в которую помимо него входят «2000 гиней» и Дерби. Он также завершает тройную корону молодых кобыл, в которую входят «1000 гиней» и Окс. В последние десятилетия на Сент-Леджер редко выступали претенденты на Тройную корону, в последние годы единственным из них был Камелот, победитель 2000 гиней и Дерби 2012 года. В итоге он занял второе место в Сент-Леджере.

## История

### Ранние годы
Скачки учредил Энтони Сент-Леджер, армейский офицер и политик, который жил недалеко от Донкастера. Первоначально скачки назывались «Лотерея в 25 гиней», соревнования проходили на дистанции 2 мили (3,2 км).
Первый забег был проведен в Кэнтли-Коммон 24 сентября 1776 года. Победителем стала безымянная кобыла, принадлежащая организатору мероприятия, Чарльзку Уотсону-Уэнтуорту, 2-му маркизу Рокингема. Позже кобыла получила кличку Аллабакулия, однако никогда не участвовала в скачках под этим именем.
Название скачек было выбрано во время званого обеда, состоявшегося в 1776 году в гостинице Red Lion Inn, расположенной на рыночной площади Донкастера. Обсуждались скачки следующего года, и.было предложено назвать их Рокингемскими в честь организатора, маркиза Рокингема. Но маркиз предложил назвать их в честь Энтони Сент-Леджера. В 1778 году скачки были перенесены на их нынешнее место, Таун-Мур.
Скачки приобрели национальную известность в 1800 году, когда жеребец по кличке Чемпион выиграл первый дубль: Дерби и Сент-Леджер. В 1813 году Длина дистанции была сокращена до 1 мили 6 фарлонгов и 193 ярдов и, не считая незначительных поправок, с тех пор почти не менялась. В 1853 году жеребец Уэст-Острелиэн впервые взял Тройную корону, выиграв «2000 гиней», Дерби и Сент-Леджер.

### После 1900 года
В 1906 году в скачках Сент-Леджер закончилось участие меринов. Во время Первой мировой войн скачки проводились в Ньюмаркете и назывались «Сентябрьские скачки». В 1939 году соревнование было отменено из-за начала Второй мировой войны, а в следующем году проводилось в Тирске в ноябре. Весь военный период скачки проводились в разных городах: в 1941 — в Манчестере, в 1942—1944 — в Ньюмаркете, в 1945 — в Йорке.
В 1989 году скачки были перенесена в Эр из-за проседания почвы на трассе. В 2006 году скачки прошли в Йорке, так как основной ипподром был закрыт на реконструкцию.
Сент-Леджер стал примером для ряда подобных соревнований по всему миру, хотя многие из них в настоящее время не предназначены для лошадей-трёхлеток. Европейские вариации включают Ирландский Сент-Леджер, При Роял-Ок (Франция), Немецкий Сент-Леджер и Итальянский Сент-Леджер. На других континентах проводятся Кикука-сё (Япония), Новозеландский Сент-Леджер и Сент-Леджер VRC (Австралия).

## Рекорды
- Лучший жокей (9 побед):
  - Билл Скотт: Джек Спигот (1821), Мемнон (1825), Полковник (1828), Роутон (1829), Дон Джон (1838), Чарльз Двенадцатый (1839), Ланселот (1840), Сатирик (1841), Сэр Таттон Сайкс (1846)
- Лучший тренер (16 побед):
  - Джон Скотт: Матильда (1827), Полковник (1828), Роутон (1829), Маркграф (1832), Тачстоун (1834), Дон Джон (1838), Чарльз Двенадцатый (1839), Ланселот (1840), Сатирик (1841)), Барон (1845), Ньюминстер (1851), Уэст-Острелиэн (1853), Уорлок (1856), Имперьёз (1857), Геймстер (1859), Маркиз (1862)
- Ведущий владелец (7 побед):
  - Арчибальд Гамильтон, 9-й герцог Гамильтон: Идеал (1786), Спадилл (1787), Молодая Флора (1788), Тартар (1792), Петроний (1808), Эштон (1809), Уильям (1814)
- Самое быстрое время (в Донкастере): Логик (2019), 3 мин 00,27 с.
- Самое большое опережение: Невер-Сэй-Дай (1954), 12 корпусов
- Победитель с наибольшим коэффициентом ставки — Теодор (1822), 200/1
- Победитель с наименьшими коэффициентом ставки — Галти Море (1897), 1/10
- Наибольшее число участников: 30 (1825)
- Наименьшее число участников: 3 (1917)

## В культуре
Как последняя из классических скачек, Сент-Леджер знаменует конец лета в Англии. Популярная поговорка «продай в мае и уходи, вернись в день Сент-Леджера» предполагает, что инвесторы должны продать свои акции в мае и купить снова после гонки.
В романе Агаты Кристи «Убийства по алфавиту» четвёртая жертва погибает в Донкастере в день скачек Сент-Леджер.